# Colli tortonesi (vino)
Colli tortonesi è una DOC riservata ad alcuni vini la cui produzione è consentita nella provincia di Alessandria.

## Zona di produzione
La zona di produzione comprende la fascia viticola collinare dei comuni di
Albera Ligure, Avolasca, Berzano di Tortona, Borghetto di Borbera, Brignano Frascata, Cabella Ligure, Cantalupo Ligure, Carbonara Scrivia, Carezzano, Carrega Ligure, Casalnoceto, Casasco, Cassano Spinola, Castellania Coppi, Castellar Guidobono, Cerreto Grue, Costa Vescovato, Dernice, Fabbrica Curone, Garbagna, Gavazzana, Gremiasco, Grondona, Momperone, Mongiardino Ligure, Monleale, Montacuto, Montegioco, Montemarzino, Paderna, Pozzol Groppo, Roccaforte Ligure, Rocchetta Ligure, San Sebastiano, Sant'Agata Fossili, Sardigliano, Sarezzano, Spineto Scrivia, Stazzano, Tortona,   Viguzzolo, Villalvernia, Villaromagnano, Volpeglino, Volpedo, Vignole Borbera e il territorio di Arquata Scrivia sulla sponda destra del fiume Scrivia.

## Disciplinare
il Colli tortonesi è stato istituito con DPR 09.10.1973 pubblicato sulla Gazzetta Ufficiale n.68 del 13.03.1974
 Successivamente è stato modificato con 
- DPR 28.10.1982, GU n.64 del 07.03.1983
- DM 03.10.1994, GU n.236 del 08.10.1994
- DM 26.04.1996, GU n.133 del 08.06.1996
- DM 27.09.2005, GU n.230 del 03.10.2005
- DM 14.03.2007, GU n.69 del 23.03.2007
- DM 07.10.2011, GU n.253 del 29.10.2011
- DM 30.11.2011, GU n.295 del 20.12.2011,
- DM 12.07.2013, pubblicato sul sito ufficiale del Mipaaf(correzione dei disciplinari)
- DM 28.11.2013, pubblicato sul sito ufficiale del Mipaaf(correzione dei disciplinari)
- La versione in vigore è stata approvata con DM 07.3.2014, pubblicato sul sito ufficiale del Mipaaf[1]

## Tipologie
In tutte le tipologie si può aggiungere la menzione vigna seguita dal relativo toponimo; si può utilizzare la menzione riserva per Barbera e Croatina invecchiati 24 mesi, per Timorasso invecchiato 21 mesi e per Cortese invecchiato 12 mesi; è obbligatorio indicare l'annata di produzione, fatta eccezione per spumanti e frizzanti.
Il disciplinare identifica inoltre le due sottozone di Monleale e Terre di Libarna. 

### Rosso
Sono consentite le specificazioni Novello (con grado alcolometrico 11,00% vol.) e Frizzante (con spuma fine ed evanescente) 
| uvaggio                        | Aleatico, Barbera, Bonarda piemontese, Dolcetto, Freisa, Grignolino, Pinot nero, Cabernet franc, Cabernet Sauvignon |
|                                | Croatina, Lambrusca di Alessandria, ,Merlot, Nebbiolo, Sangiovese in qualunque proporzione.                         |
| colore                         | rosso o rosso rubino più o meno intenso                                                                             |
| odore                          | vinoso, gradevole                                                                                                   |
| sapore                         | asciutto, armonico, talvolta vivace                                                                                 |
| titolo alcolometrico minimo    | 10,00% vol. |
| acidità totale minima          | 4,50 g/l. |
| estratto secco minimo          | 18,00g/l |
| resa massima di uva per ettaro | 120 q. |
| resa massima di uva in vino    | 70% |

### Barbera
Sono consentite le specificazioni Riserva (con resa uve di 80 q./ha) e Superiore (se invecchiata 13 mesi), entrambe con alcol minimo 12,50% vol. ed estratto secco 22,00 g/l
| uvaggio                | Barbera almeno 85%                                 |
| colore                 | rosso rubino carico, invecchiando tende al granata |
| odore                  | vinoso, caratteristico                             |
| sapore                 | secco, fresco, talvolta vivace, sapido             |
| titolo alcolico minimo | 11,00% vol.                                        |
| acidità totale minima  | 4,5 g/l                                            |
| estratto secco minimo  | 21,00 g/l                                          |
| resa massima uva/ha    | 90 q.                                              |
| resa massima in vino   | 70%                                                |

#### Abbinamenti consigliati
Le tre Barbere dei Colli tortonesi si accompagnano a carni in umido, bolliti, arrosti di carne rossa, manzo, agnello o anatra. Se giovani sono particolarmente indicati con i salumi grassi, quelli invecchiati si prestano alle carni accompagnate da funghi, tartufi e verdure grigliate.

### Dolcetto
È consentita la specificazione Novello con alcol minimo 11,00 vol.
| uvaggio                        | Dolcetto almeno 85%                   |
| colore                         | rosso rubino tendente al violaceo     |
| odore                          | vinoso, caratteristico, gradevole     |
| sapore                         | asciutto, di discreto corpo, armonico |
| titolo alcolometrico minimo    | 10,50% vol.                           |
| acidità totale minima          | 4,50 g/l.                             |
| estratto secco minimo          | 20,00g/l                              |
| resa massima di uva per ettaro | 90 q.                                 |
| resa massima di uva in vino    | 70%                                   |

### Croatina
È consentita la specificazione Riserva, se invecchiato di 12 mesi
| uvaggio                        | Croatina almeno 85%                                                    |
| colore                         | da rosso a rosso rubino intenso                                        |
| odore                          | intenso ,vinoso, caratteristico                                        |
| sapore                         | secco, sapido, di corpo, leggermente tannico, fresco e talvolta vivace |
| titolo alcolometrico minimo    | 12,00% vol.                                                            |
| acidità totale minima          | 4,50 g/l.                                                              |
| estratto secco minimo          | 22,00 g/l                                                              |
| resa massima di uva per ettaro | 90 q.                                                                  |
| resa massima di uva in vino    | 65%                                                                    |

### Freisa
| uvaggio                        | Freisa almeno 85%                       |
| colore                         | rosso rubino tendente al granato        |
| odore                          | caratteristico, delicato                |
| sapore                         | da asciutto ad amabile, talvolta vivace |
| titolo alcolometrico minimo    | 11,00% vol.                             |
| acidità totale minima          | 4,50 g/l.                               |
| estratto secco minimo          | 20,00 g/l                               |
| resa massima di uva per ettaro | 90 q.                                   |
| resa massima di uva in vino    | 70%                                     |

### Bianco
È consentita la specificazione frizzante, con spuma fine ed evanescente
| uvaggio                        | Cortese, Favorita, Muller Thurgau, Pinot bianco, Pinot grigio, Riesling italico, Riesling Renano B., Barbera bianca, Chardonnay, Sauvignon, Sylvaner verde, Timorasso in qualunque proporzione. |
| colore                         | giallo paglierino più o meno intenso |
| odore                          | caratteristico, intenso, gradevole |
| sapore                         | fresco, secco |
| titolo alcolometrico minimo    | 10,00% vol. |
| acidità totale minima          | 5,00 g/l. |
| estratto secco minimo          | 15,00 g/l |
| resa massima di uva per ettaro | 120 q. |
| resa massima di uva in vino    | 70% |

### Cortese
| Sono consentite le seguenti specificazioni | Riserva e Frizzante, con titolo alcolometrico 10,50 vol.                                            |
|                                            | Spumante, da extra brut a extra dry, con spuma fine e persistente e titolo alcolometrico 11,50 vol. |

| uvaggio                        | Cortese almeno 95%                                                         |
| colore                         | giallo paglierino chiaro con riflessi verdognoli                           |
| odore                          | delicato, gradevole, persistente, caratteristico                           |
| sapore                         | secco, fresco, leggero con una punta di amaro di mandorla, talvolta vivace |
| titolo alcolometrico minimo    | 10,00% vol.                                                                |
| acidità totale minima          | 4,50 g/l.                                                                  |
| estratto secco minimo          | 15,00 g/l                                                                  |
| resa massima di uva per ettaro | 100 q.                                                                     |
| resa massima di uva in vino    | 70%                                                                        |

### Favorita
| uvaggio                        | Favorita almeno 85%                            |
| colore                         | giallo paglierino più o meno intenso           |
| odore                          | delicato, caratteristico                       |
| sapore                         | secco, gradevolmente armonico, talvolta vivace |
| titolo alcolometrico minimo    | 1,00% vol.                                     |
| acidità totale minima          | 4,50 g/l.                                      |
| estratto secco minimo          | 15,00 g/l                                      |
| resa massima di uva per ettaro | 100 q.                                         |
| resa massima di uva in vino    | 70%                                            |

### Timorasso
Deve essere invecchiato 10 mesi ed è prevista la menzione Riserva se invecchiato 21 mesi
| uvaggio                        | Timorasso 95%                          |
| colore                         | giallo paglierino più o meno intenso   |
| odore                          | caratteristico e fragrante             |
| sapore                         | di buona struttura, fresco ed armonico |
| titolo alcolometrico minimo    | 12,00% vol.                            |
| acidità totale minima          | 5,00 g/l.                              |
| estratto secco minimo          | 17,00 g/l                              |
| resa massima di uva per ettaro | 80 q.                                  |
| resa massima di uva in vino    | 65%                                    |

#### Abbinamenti consigliati
Antipasti caldi e freddi, primi saporiti, carni bianche; se stagionato anche con i formaggi stagionati.

### Moscato
| uvaggio                        | Moscato 100%                                         |
| colore                         | giallo paglierino o giallo dorato più o meno intenso |
| odore                          | caratteristico e fragrante                           |
| sapore                         | dolce, aromatico, talvolta frizzante, caratteristico |
| titolo alcolometrico minimo    | 11,00% vol. di cui almeo 5,00% svolto                |
| acidità totale minima          | 5,00 g/l.                                            |
| estratto secco minimo          | 15,00 g/l                                            |
| resa massima di uva per ettaro | 90 q.                                                |
| resa massima di uva in vino    | 70%                                                  |

### Chiaretto
È consentita la specificazione frizzante, con spuma fine ed evanescente
| uvaggio                        | Aleatico, Barbera, Bonarda piemontese, Dolcetto, Freisa, Grignolino, Pinot nero, Cabernet franc, Cabernet Sauvignon, Croatina, Lambrusca di Alessandria, Merlot, Nebbiolo, Sangiovese in qualunque proporzione. |
| colore                         | dal rosato al rosso rubino chiaro |
| odore                          | vinoso, delicato, gradevole |
| sapore                         | asciutto, fresco, talvolta vivace |
| titolo alcolometrico minimo    | 10,00% vol. |
| acidità totale minima          | 4,50 g/l. |
| estratto secco minimo          | 17,00 g/l |
| resa massima di uva per ettaro | 120 q. |
| resa massima di uva in vino    | 70% |

## Sottozone

### Monleale
La zona di produzione delle uve comprende i comuni di Avolasca, Berzano di Tortona, Brignano Frascata, Carbonara Scrivia, Carezzano, Casalnoceto, Casasco, Cassano Spinola, Castellania Coppi, Castellar Guidobono, Cerreto Grue, Costa Vescovato, Gavazzana, Momperone, Monleale, Montegioco, Montemarzino, Paderna, Pozzol Groppo, Sant'Agata Fossili, Sardigliano, Sarezzano, Spineto Scrivia, Stazzano, Tortona, Viguzzolo, Villalvernia, Villaromagnano, Volpeglino, Volpedo. 
| uvaggio                        | Barbera per almeno l'85%                                           |
| colore                         | rosso rubino carico, con sfumature granata                         |
| odore                          | vinoso, intenso, persistente, elegante                             |
| sapore                         | asciutto, armonico, robusto, con lunga persistenza gusto-olfattiva |
| titolo alcolometrico minimo    | 12,50% vol.                                                        |
| acidità totale minima          | 5,00 g/l.                                                          |
| estratto secco minimo          | 24,00 g/l                                                          |
| resa massima di uva per ettaro | 72 q.                                                              |
| resa massima di uva in vino    | 70%                                                                |
| invecchiamento                 | 20 mesi di cui 6 nel legno                                         |

### Terre di Libarna
Sono previste le tipologie Bianco, Spumante, Timorasso e Rosso.

La zona di produzione comprende l’intero territorio dei comuni di Vignole Borbera, Borghetto di Borbera, Rocchetta Ligure, Cantalupo Ligure, Roccaforte Ligure, Cabella Ligure, Albera Ligure, Mongiardino Ligure, Grondona, Stazzano, Carrega Ligure, Dernice, e il territorio di Arquata Scrivia sulla sponda destra del fiume Scrivia.

#### Timorasso
| uvaggio                        | Timorasso almeno al 95%                            |
| colore                         | giallo paglierino più o meno intenso               |
| odore                          | caratteristico delicato e fragrante                |
| sapore                         | asciutto di buona struttura, gradevole ed armonico |
| titolo alcolometrico minimo    | 11,50% vol.                                        |
| acidità totale minima          | 4,50 g/l.                                          |
| estratto secco minimo          | 16,00 g/l                                          |
| resa massima di uva per ettaro | 80 q.                                              |
| resa massima di uva in vino    | 70%                                                |
| invecchiamento                 | 21 mesi per la dizione riserva                     |

#### Abbinamenti consigliati
Antipasti caldi e freddi, primi saporiti, carni bianche; se stagionato anche con i formaggi stagionati.

#### Bianco
| uvaggio                        | Timorasso almeno 60%                 |
| colore                         | giallo paglierino più o meno intenso |
| odore                          | delicato e fruttato                  |
| sapore                         | asciutto ,fresco ed armonico         |
| titolo alcolometrico minimo    | 11,00% vol.                          |
| acidità totale minima          | 4,50 g/l.                            |
| estratto secco minimo          | 15,00 g/l                            |
| resa massima di uva per ettaro | 100 q.                               |
| resa massima di uva in vino    | 70%                                  |

#### Spumante
| uvaggio                        | Timorasso almeno 60%                                  |
| colore                         | giallo paglierino più o meno intenso                  |
| odore                          | fine e delicato caratteristico                        |
| sapore                         | da extra brut a extra dry,armonico, pieno e gradevole |
| titolo alcolometrico minimo    | 10,50% vol                                            |
| acidità totale minima          | 4,50 g/l                                              |
| estratto secco minimo          | 16,00 g/l                                             |
| resa massima di uva per ettaro | 100 q.                                                |
| resa massima di uva in vino    | 70%                                                   |
| spuma                          | fine e persistente                                    |

#### Rosso
| uvaggio                        | Barbera per almeno il 60%                  |
| colore                         | rosso rubino più o meno intenso            |
| odore                          | vinoso caratteristico, fine                |
| sapore                         | asciutto armonico gradevolmente mandorlato |
| titolo alcolometrico minimo    | 11,00% vol.                                |
| acidità totale minima          | 4,50 g/l.                                  |
| estratto secco minimo          | 18,00 g/l                                  |
| resa massima di uva per ettaro | 100 q.                                     |
| resa massima di uva in vino    | 70%                                        |